# Drumettaz-Clarafond
Drumettaz-Clarafond är en kommun i departementet Savoie i regionen Auvergne-Rhône-Alpes i sydöstra Frankrike. Kommunen ligger i kantonen Aix-les-Bains-Sud som tillhör arrondissementet Chambéry. År 2022 hade Drumettaz-Clarafond 3 016 invånare.

## Befolkningsutveckling
Antalet invånare i kommunen Drumettaz-Clarafond
| Referens: INSEE |